# 伊迪亚萨瓦尔奶酪
伊迪亚萨瓦尔奶酪（西班牙語：Queso Idiazábal）產自西班牙北部的伊迪亚萨瓦尔。未經薰製的伊迪亚萨瓦尔奶酪外殼呈淡黃色，非常硬，芝士肉呈奶白色，上面有很密集的小洞眼，味道帶酸。薰製過的伊迪亚萨瓦尔奶酪外殼為金黃色，芝士肉為深牙色，有一陣煙薰的香味。